# NGC 547
NGC 547 is een elliptisch sterrenstelsel in het sterrenbeeld Walvis. Het hemelobject ligt 226 miljoen lichtjaar van de Aarde verwijderd en werd op 1 oktober 1785 ontdekt door de Duits-Britse astronoom William Herschel.

## Synoniemen
- PGC 5324
- UGC 1009
- DRCG 7-42
- MCG 0-4-143
- Arp 308
- ZWG 385.133
- 3C 40
- KCPG 32B